# ساندرا شميد
ساندرا شميد (بالإنجليزية: Sandra Schmid)‏ هي أحيائية كندية، ولدت في 1950.